# Бертони, Серджо
Се́рджо Берто́ни (итал. Sergio Bertoni; 23 сентября 1915, Пиза — 15 февраля 1995, Специя) — итальянский футболист, играл на позиции правого нападающего. Чемпион мира 1938 года. Имел степень доктора медицинских наук. Старший брат другого футболиста — Элио Бертони.

## Карьера
Серджо Бертони родился в районе Порта Нуова в Пизе. В том же городе он начал свою карьеру, выступая за одноимённый клуб, игравший во втором итальянском дивизионе. В «Пизе» Бертони провёл 3 сезона, сыграв в 119 матчах и забив 41 мяч. В 1938 году он перешёл в «Дженоа», дебютировав в матче Кубка Митропы против «Спарты». 1 августа, во втором матче полуфинала того же турнира со «Славией», защитник Черны сломал Бертони малоберцовую и большеберцовую кость, из-за чего почти весь сезон не выходил на поле. Из-за травмы Серджо дебютировал в составе клуба из Генуи лишь 28 мая 1939 года в последнем туре чемпионата во встрече с «Ливорно», в которой его команда проиграла 0:1. За «Дженоа» футболист выступал до 1946 года, проведя за клуб 135 матчей в которых забил 23 гола. Затем он играл за сезон за «Брешиа», сезон за «Модену», а завершил карьеру в «Специи» в 1950 году.
В составе сборной Италии Бертони был участником Олимпиады в Берлине. В первом же матче турнира, против сборной США он вышел на замену. Во второй встрече, 7 августа 1936 года в матче с Японией, в которой его команда победила 8:0 Серджо вышел уже в основном составе. Затем он провёл ещё два оставшихся матча первенства, в которых итальянцы выиграли, став победителями Олимпийских игр. После травмы Бертони год не играл в футболке «Скуадры Адзурры», однако он был взят в состав на чемпионат мира во Франции, где, однако, на поле не выходил. Затем он провёл ещё три матча за сборную в 1940 году, в одном из которых забил свой единственный мяч в национальной команде, поразив ворота Германии.
После завершения игровой карьеры, Бертони стал тренером. Трижды он становился на пост наставника клуба «Специя».

## Достижения
- Золотой медалист Олимпийских игр: 1936
- Чемпион мира: 1938